# Willem Coenraad Brouwer

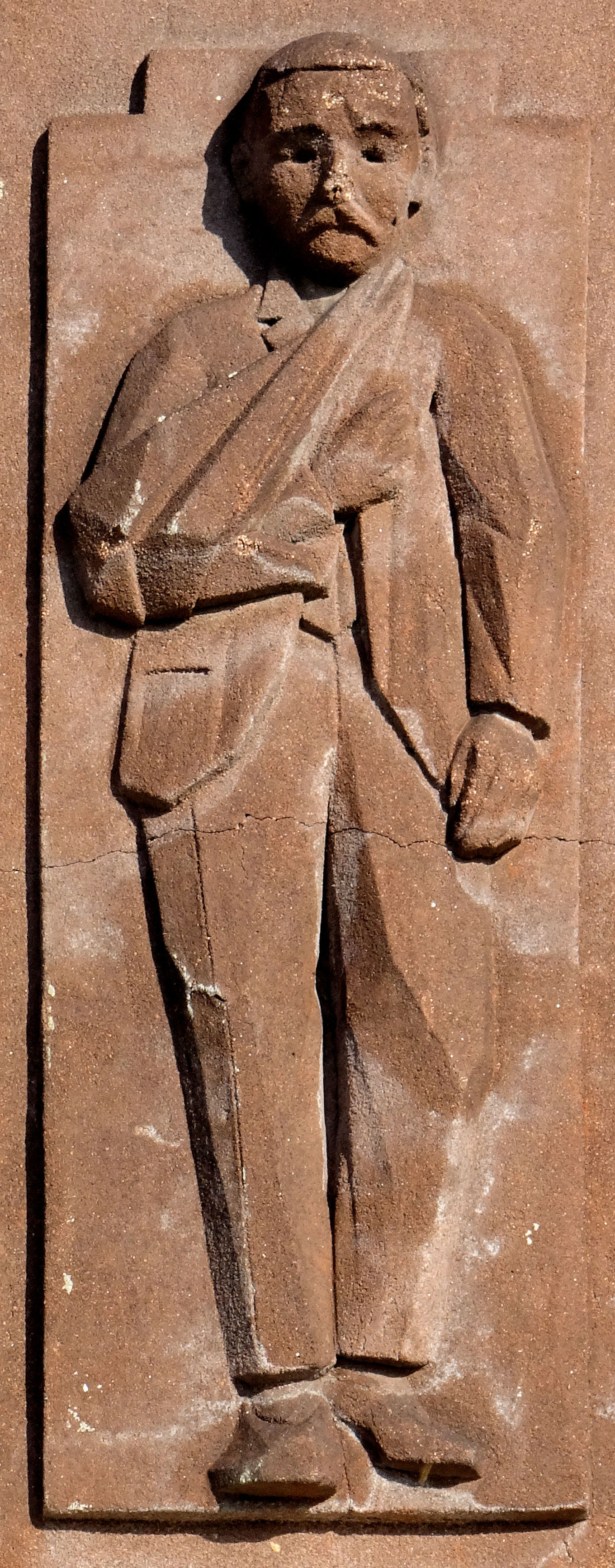
Man met arm in mitella (1930), een van de vijf geveldecoraties voor het voormalig Wilhelminaziekenhuis in Assen.

Willem Coenraad Brouwer (Leiden, 19 oktober 1877 – Zoeterwoude, 23 mei 1933) was een Nederlandse keramist en beeldhouwer.

## Leven en werk
Brouwer was een zoon van Nicolaas Brouwer, hoofd van een lagere school in Leiden, en Antonia Coert. Hij volgde een opleiding aan de Teekenschool in zijn geboorteplaats. Van 1894 tot 1898 werkte hij er in het atelier voor boekversiering en lettersnijden van zijn zwager Johannes Aarnout Loebèr. Hij vertrok vervolgens naar Gouda, waar hij ging pottenbakken bij Goedewaagen. Brouwer sloot zich rond 1900 aan bij de kunstenaarsgroep rond 't Binnenhuis.
In 1901 richtte Brouwer een eigen keramisch bedrijf op in Leiderdorp onder de naam Fabriek van Brouwer's Aardewerk. Vanaf 1906 maakte hij ook bouwaardewerk en tuinkeramiek, een voorbeeld hiervan is het architecturale keramiek dat hij maakte voor het Vredespaleis in Den Haag. Hij wordt beschouwd als vernieuwer op dit gebied. Hij werkte samen met architecten als Hendrik Petrus Berlage, Jacobus Johannes Pieter Oud, Willem Dudok en Jan Wils. De fabriek werd voortgezet door zijn zoons Klaas en Coen Brouwer.
Brouwer was lid van de Nederlandse Kring van Beeldhouwers. In Leiderdorp werd de Willem C. Brouwerlaan naar hem vernoemd.

## Werken (selectie)
- Beeldhouwwerk (1909-1913) aan het Vredespaleis, Den Haag
- Keramisch beeldhouwwerk (1912-1913) aan de Kennemergarage, Alkmaar
- Ornamenten (1914) voor de kerk van Scharsterbrug
- Van Karnebeekbron (1915), Den Haag
- Twee apen met voetbal met veter (1916), voorgevel Spartastadion Het Kasteel, Rotterdam
- Ornamenten (1917) voor Gebouw Leidsch Dagblad, Leiden
- Kariatiden (1917) voor Huis De Lange, Alkmaar
- Gijselaarsbank (1920), Rapenburg, Leiden
- Gevelornamenten van het Christelijk Internaat (1920), Krakelingweg 10, Zeist
- Vier gebakken steenornamenten (1923), voorstellende Kasper de mijngeest, boven in de gevel van het voormalig hoofdkantoor Staatsmijn Maurits, Geleen
- Gevelbeelden Hermes en Neptunus (1928-1930) voor Atlantic Huis, Rotterdam
- Drie gevelbeelden voorstellende een oogstende boer, een wanhopige boer, die zijn oogst opgegeten ziet worden door vogels en een roeiboot genaamd Meeuw omring door meeuwen, in de Trompenburgstraat en de Lekstraat, Amsterdam-Zuid
- Vijf terracotta gevelornamenten (1930) voor het Wilhelminaziekenhuis, Assen
- Twee leerlingen (1930) voor de Zeevaartschool, Den Helder

## Fotogalerij

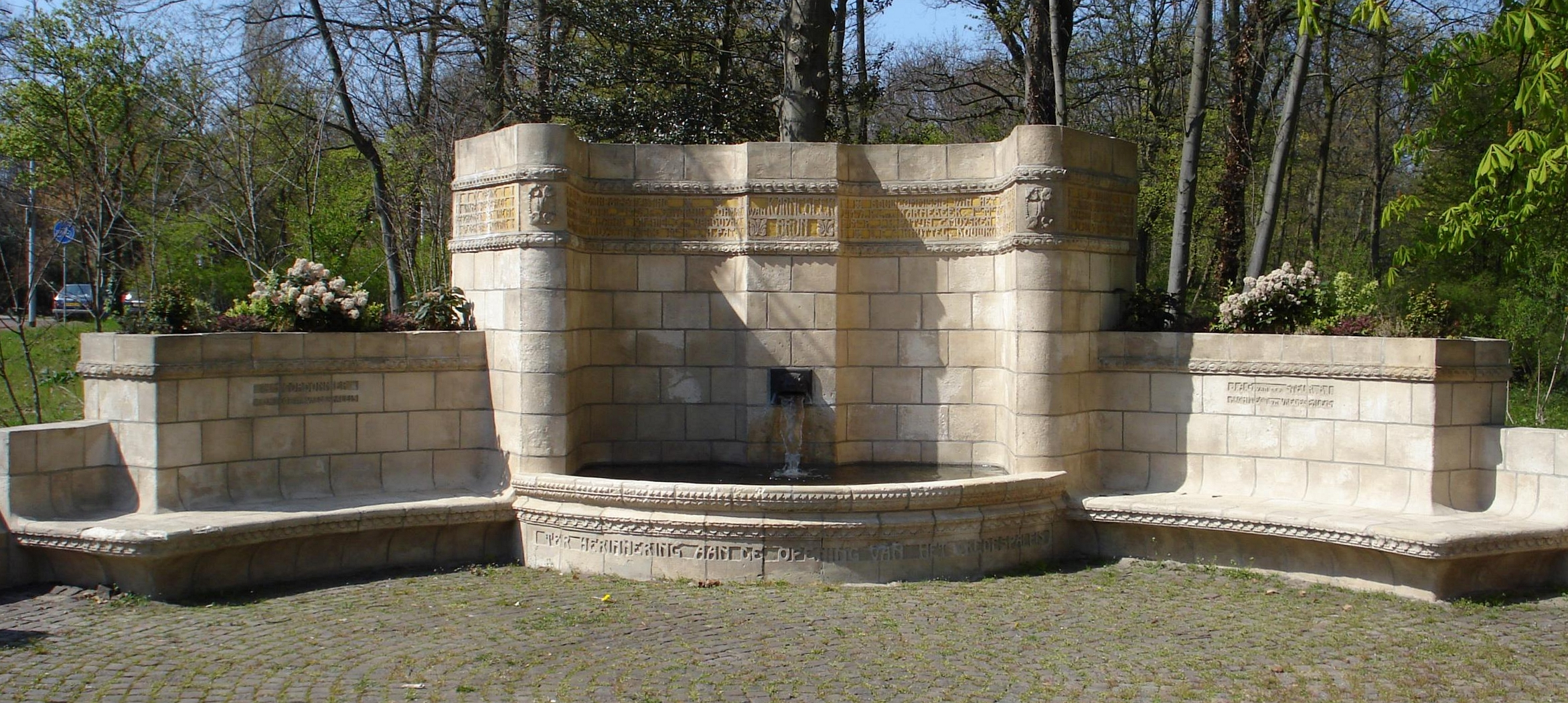
Van Karnebeekbron (1915), Den Haag
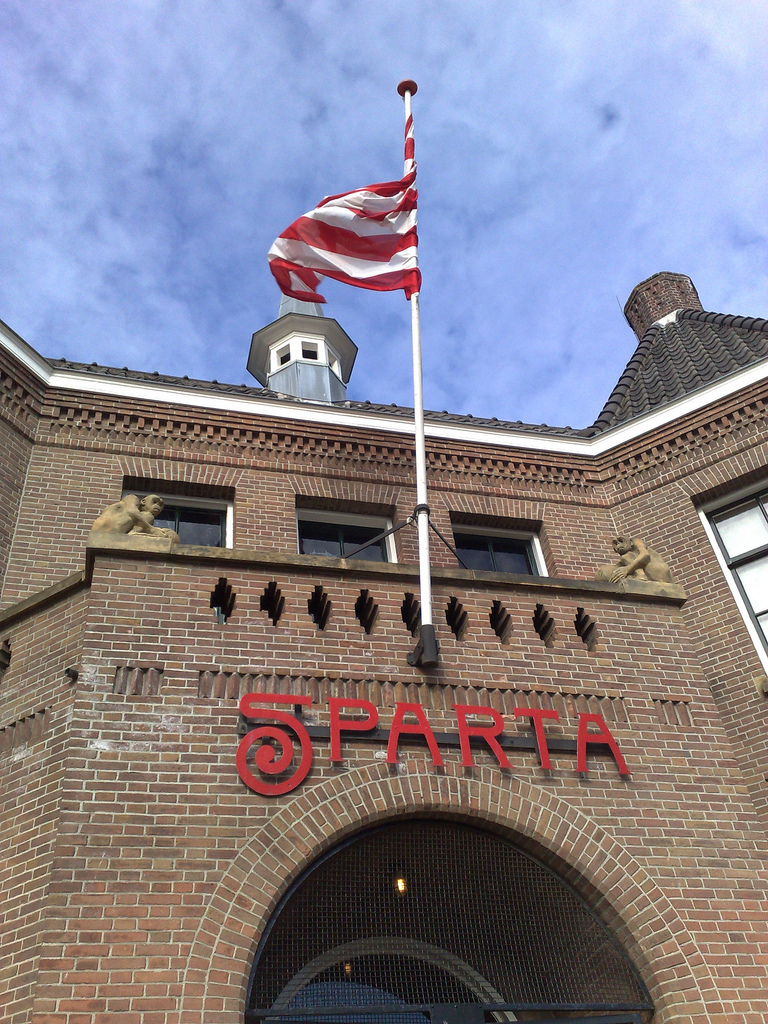
Twee apen met geveterde voetbal (15 oktober 1916) Spartastadion Het Kasteel, Rotterdam
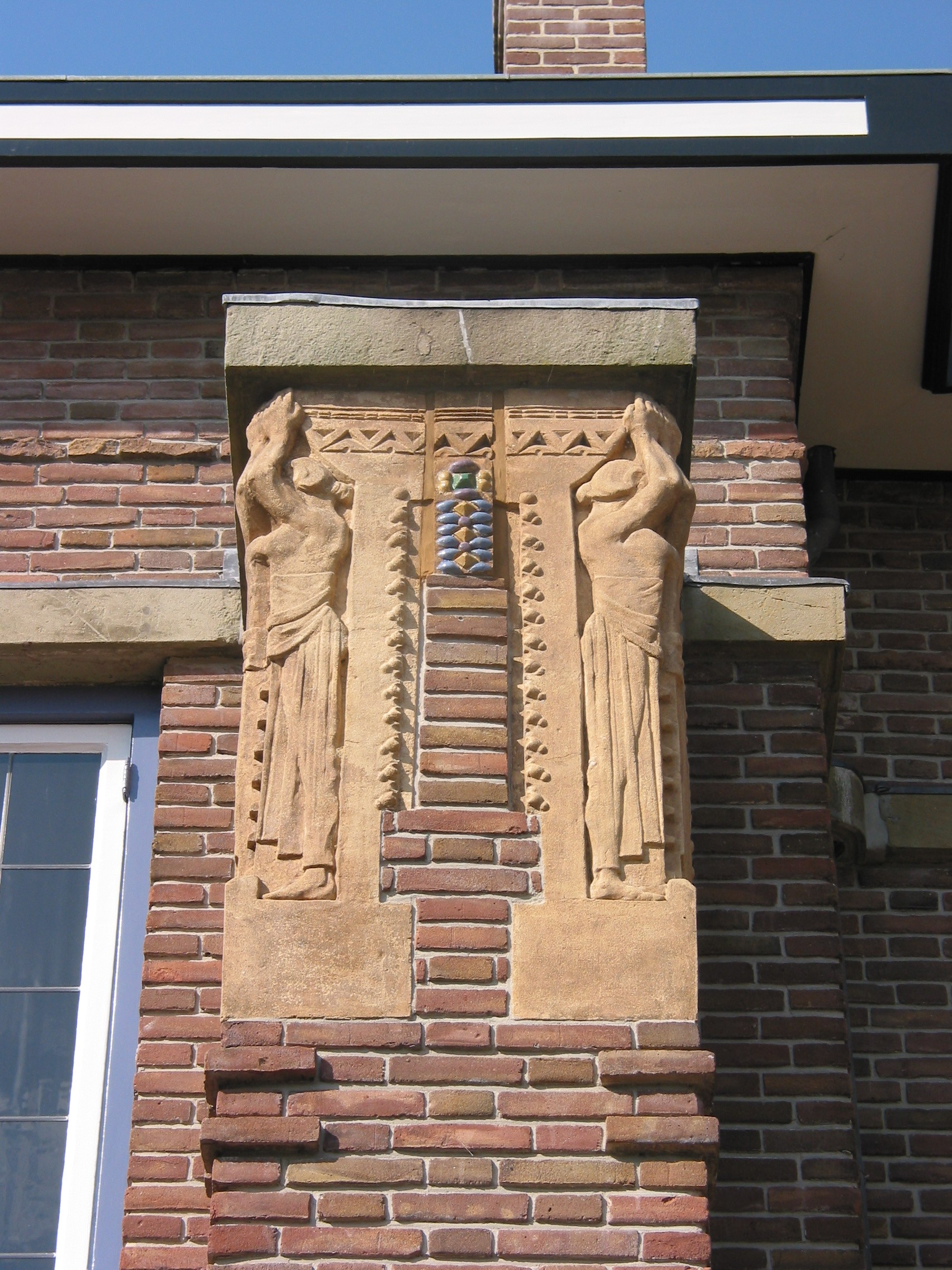
Kariatiden (1917), Huis De Lange, Alkmaar
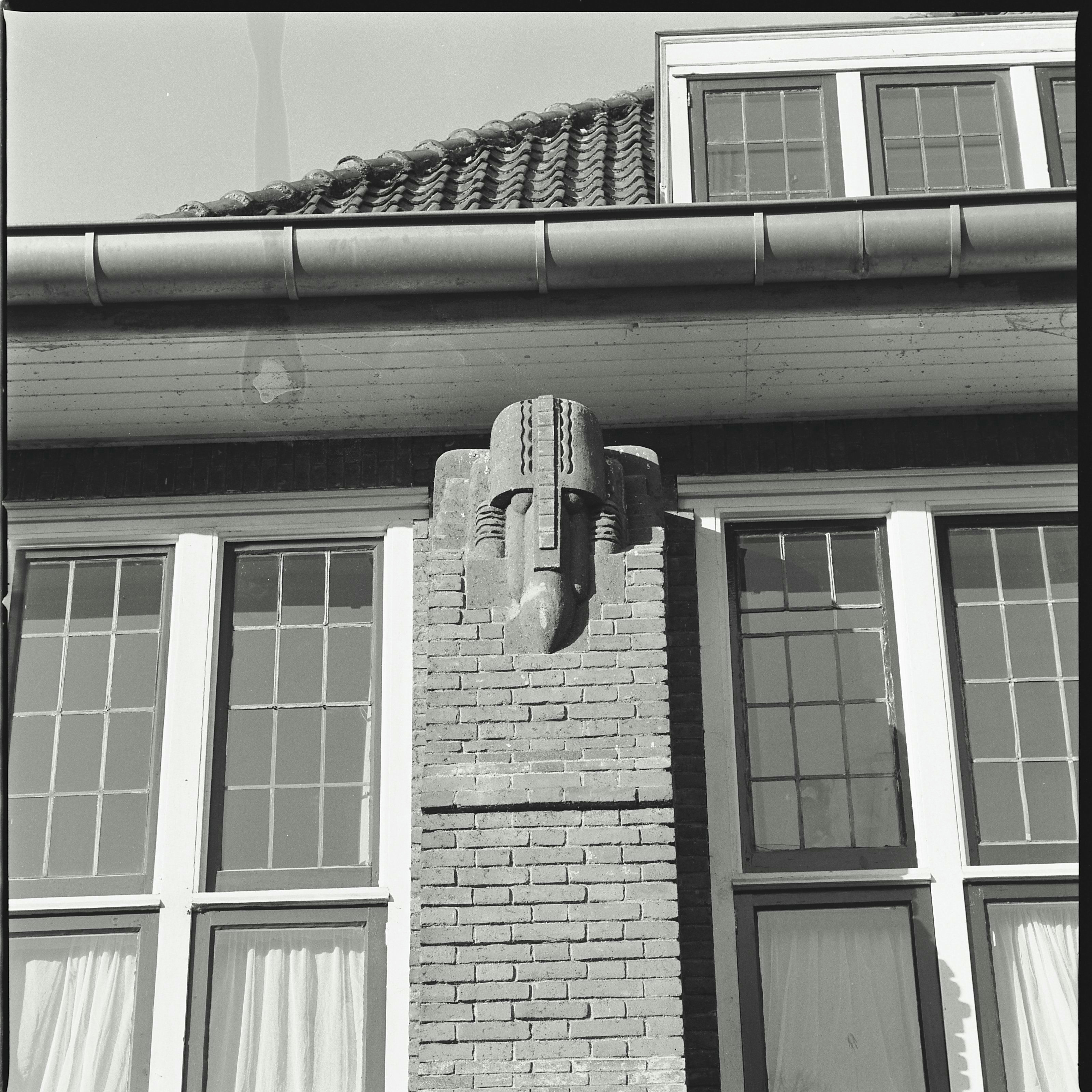
Terracotta kop van een "wachter" (1920) op het Christelijk Internaat te Zeist
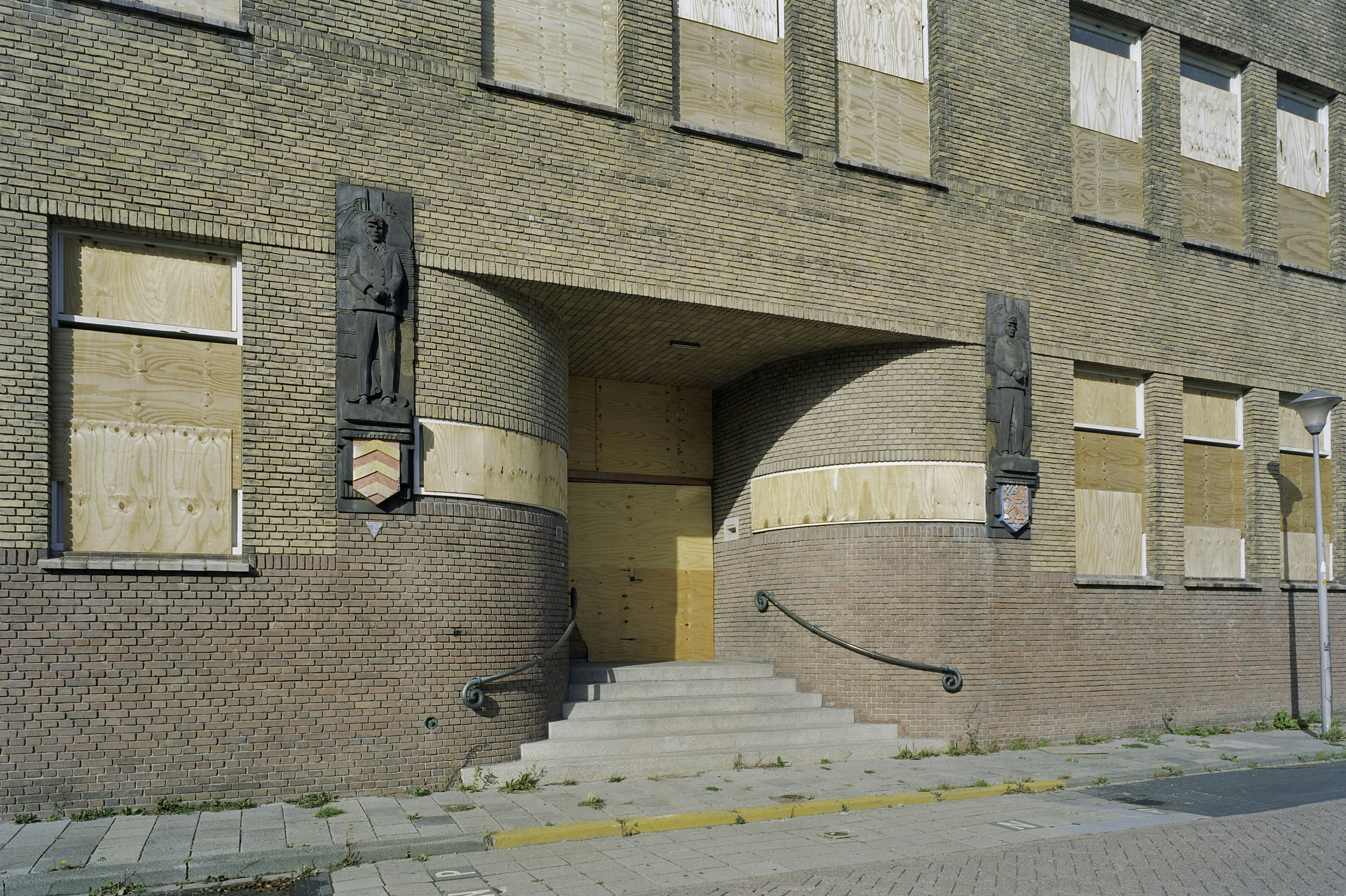
Twee leerlingen (1930), Zeevaartschool, Den Helder